# Harmsdorf, Herzogtum Lauenburg
Harmsdorf là một đô thị thuộc huyện Lauenburg, trong bang Schleswig-Holstein, nước Đức. Đô thị Harmsdorf, Herzogtum Lauenburg có diện tích 3,57 km², dân số thời điểm 31 tháng 12 năm 2006 là 263 người.